# 아메리칸 컬
아메리칸 컬(American curl)은 미국 고양이의 한 품종이다. 바깥쪽으로 구부러진 귀가 큰 특징이다.

## 역사
최초의 아메리칸 컬은 1981년 6월 캘리포니아주 레이크우드에 있는 루가스의 문 계단에서 걸음으로 나타났다. 슐라미스(Shulamith) 라는 이름의 검은 암컷은 같은 곱슬곱슬한 귀를 가진 고양이 새끼를 낳았고, 그래서 오늘날 모든 미국 컬스의 조상이 되었다. 1986년 미국 컬이 처음으로 고양이 쇼에 출품되었고, 1992년에 긴 머리의 아메리칸 컬이 국제 고양이 협회 (TIA) 로부터 우승 지위를 부여 받았다. 1999년, 아메리칸 컬은 긴 머리와 짧은 머리 부문을 모두 가진 캣 팬셔스 협회 (CFA) 챔피언십 클래스에 처음으로 입학하는 품종이 되었다.

## 특징
이 품종의 큰 특징은 바깥쪽으로 구부러진 귀이다. 몸무게는 3-5kg에서 일반적인 고양이의 크기이다. 성격은 온순하고 사교적인 것으로 알려져있다.

## 같이 보기
- 스코티시 폴드